# Corno Giovine
Corno Giovine (lombardul: Cor Giùn) település Olaszországban, Lombardia régióban, Lodi megyében. Lakosainak száma 1132 fő (2023. január 1.). Corno Giovine Caselle Landi, Cornovecchio, Maleo, Piacenza és Santo Stefano Lodigiano községekkel határos.

## Népesség
A település lakossága az elmúlt években az alábbi módon változott:
| Lakosok száma | 1144 | 1143 | 1132 |
|               | 2017 | 2018 | 2023 |